# Wyspa Salisbury’ego
Wyspa Salisbury’ego (ros. остров Солсбери) – wyspa położona w centralnej części rosyjskiego archipelagu Ziemia Franciszka Józefa. Wchodzi w skład grupy wysp, zwanej Wyspami Zichy lub Ziemią Zichy.
Ma kształt podłużny, wyciągnięty w kierunku z północnego zachodu na południowy wschód. Jest stosunkowo dużą wyspą: jej długość wynosi 64 km, maksymalna szerokość – 18 km, a powierzchnia – 960 km². Ma charakter wyżynny, najwyższy punkt wznosi się na 482 m n.p.m. Większą jej część pokrywają czapy lodowe. Panuje tu klimat polarny. Ze względu na surowe warunki nie jest zamieszkana przez człowieka.
Wokół Wyspy Salisbury’ego jest niewiele otwartego morza, bowiem otaczają ją inne wyspy: wyspa Zieglera od strony północno-wschodniej, wyspa Wiener Neustadt od strony wschodniej oraz wyspy Luigiego i Champa od strony południowo-zachodniej. Od tej ostatniej wyspę Salisbury oddziela jedynie wąska, niespełna kilometrowej szerokości cieśnina.
Wyspę nazwano na cześć amerykańskiego geologa Rollina Salisbury’ego z Uniwersytetu w Chicago, uczestnika grenlandzkiej wyprawy Roberta Peary’ego w 1892 r.
Od 1 stycznia 2006 r. administracyjnie należy (jak i cała Ziemia Franciszka Józefa) do rejonu primorskiego w obwodzie archangielskim.